# El rey de la montaña
El rey de la montaña (internationaal ook verschenen als King of the Hill) is een Spaanse thriller onder regie van Gonzalo López-Gallego. De productie ging op 8 september 2007 in wereldpremière op het Toronto Film Festival. El rey de la montaña won onder meer de Grand Prize of European Fantasy Film in Silver op het Amsterdam Fantastic Film Festival 2008.

## Verhaal
Quim (Leonardo Sbaraglia) is met de auto op weg naar zijn ex-vriendin wanneer hij bij een benzinestation stopt om te tanken en naar de wc te gaan. Omdat de kraan bij de herentoiletten niet werkt, gaat hij in een hokje staan bij de dames. Als Quim nadien naar de wastafel loopt, staat Bea (María Valverde) daar voor de spiegel. Hij legt uit waarom hij daar is. Niet alleen neemt ze het hem niet kwalijk, maar er is direct een spanning tussen hen beiden, die uitmondt in een snelle anonieme vrijpartij.
Even nadat Bea weggegaan is, loopt Quim naar de kassa om te betalen voor de benzine, maar zijn portemonnee blijkt gestolen. Bea heeft hem gerold, maar wel zijn brandstof betaald voor ze wegging. Hij vertrekt balend en vervolgt zijn weg, totdat hij Bea's auto ziet rijden en de achtervolging inzet, de bergen in. Voor Quim bij haar in de buurt komt, wordt zijn auto beschoten. Hij stapt uit om te kijken wat er gebeurd is en wanneer hij het kogelgat ziet, raakt een volgende kogel hemzelf in het bovenbeen. Quim stapt vlug in en rijdt een eind verder. Hij wil de politie bellen, maar heeft geen bereik. Daarop loopt hij een eindje weg van de auto om te kijken of hij op een nabije rots wel bereik kan krijgen. Ook hier krijgt hij niet meer dan enkele seconden contact.
Een man met een grote zwarte hond nadert en Quim denkt om hulp te kunnen vragen. De man richt niettemin zijn geweer op hem, waardoor hij moet maken dat hij wegkomt. Op zijn vlucht rijdt hij de man dood, wanneer die onverwacht na een bocht op de weg opduikt. Kort daarna stopt zijn wagen ermee.
Quim is veroordeeld tot de benenwagen, maar komt na een stukje lopen Bea weer tegen. Ook haar wagen is beschoten en heeft daardoor een lekke band. Ze zetten het onderling gebeurde voorlopig opzij en zetten samen haar reservewiel erop, waarna ze op zoek gaan naar politie. Als ze deze eenmaal vinden, zijn de twee agenten (Pablo Menasanch en Francisco Olmo) alleen meer bezig met Quims verklaring iemand omver gereden te hebben dan met zijn schotwond. Ze zetten Bea en Quim de politiewagen en dwingen hem de weg te wijzen naar de omver gereden man. Deze ligt er nog, maar zodra de agenten deze gaan inspecteren, worden ze beschoten. De een raakt zwaargewond, de ander is op slag dood. Daarop maken Quim en Bea dat ze wegkomen. Ze zitten alleen midden in de bergen, op een verlaten plek en zonder vervoer, terwijl een ongeziene vijand op ze jaagt. Noch Quim, noch Bea weet wie of waarom.
De schutters blijken twee tienerjongetjes (Thomas Riordan en Andrés Juste), die het als spelletje doen en per dode punten verdelen op een ranglijst die ze bijhouden. Nu hun derde kompaan overreden is, gaat de wedstrijd nog tussen hun twee. Quim en Bea moeten rennen voor hun levens.